# Kraenepoel
De Kraenepoel (of: Kranepoel), soms ook Kraenepoelvijver of Kraenepoelmeer genoemd, is een veldvijver van 22 hectare met omliggende bossen, in de gemeente Aalter (België).
Gedurende (strenge) vorstperioden komt het voor dat de Kraenepoel gedeeltelijk of volledig dichtvriest. Omdat de Kraenepoel relatief ondiep is, is dit in de omgeving meestal een van de eerste vijvers waar er geschaatst kan worden op het ijs.

## Geschiedenis
De Kraenepoel is de laatste van de tientallen veldvijvers waarmee in de middeleeuwen het Bulskampveld, het uitgestrekte heideveld van Aalter tot Brugge, bezaaid was. De poel ontstond vanaf de dertiende eeuw, toen er veldsteen en turf werd gedolven. De daardoor ontstane putten werden gebruikt om vis in te kweken. De naam Kraenepoel verwijst nog naar de oude Nederlandse benaming van turf: kraene of krane.
In de archieven wordt de poel voor het eerst vermeld in 1529. De poel werd eeuwenlang als visvijver geëxploiteerd. De zoetwatervis verloor echter aan populariteit, ten voordele van de makkelijker aangevoerde zeevis. Dusdanig verloren talrijke visteeltvijvers hun economische betekenis en verdwenen. De Kraenepoel was eind achttiende eeuw gedegradeerd tot een moerassige depressie.
Dankzij Jacob Lieven van Caneghem bleef de Kraenepoel één geheel en werd hij nooit verkaveld. In 1808 kocht hij de Kraenepoel, op dat moment eerder een nat stuk heide dan een echte vijver – in de aankoopakte is echter wel sprake van de Cranepoelvijver. Van Caneghem liet er een dijkje rond bouwen, waardoor het waterpeil steeg. Op die manier kon hij er vis in uitzetten. Na enkele jaren kweken, liet de eigenaar de vijver simpelweg leeglopen om de vis te vangen. Deze vistechniek bleef tot aan de Tweede Wereldoorlog gebruikt worden
In 1996 kocht het gemeentebestuur er een gedeelte van aan en sedert 2002 zijn de gemeente Aalter en de Vlaamse Gemeenschap gelijkwaardige eigenaars van het zuidelijke deel van de vijver. Een ander deel is privaat eigendom.
In 2021 ging een natuurinrichtingsproject van de Vlaamse Landmaatschappij van start om het veldvijverkarakter van het 54 ha grote Kraenepoelgebied te verbeteren.
In 2024 startten inrichtingswerken, waarvoor Vlaanderen 2,2 miljoen euro voorziet, om meer water aan te voeren tegen uitdroging in de zomer. Om het teveel aan voedingsstoffen tegen te gaan, wordt het slib geruimd en wordt de vijver even drooggelegd.
Schaatsen in de winter blijft mogelijk.

## Flora en fauna
De periodieke leegloop van de vijver had een positief effect op de flora in en rondom de vijver. Doordat de voedselarme bodem af en toe droog lag, ontstond er een bijzonder ecologisch systeem met een navenante begroeiing. Toen men in 1994 de vijver opnieuw drooglegde, ontdekte men op de bodem onder andere de zeer zeldzame naaldwaterbies en de eivormige waterbies. Ook aan de oevers van de Kraenepoel komen een aantal zeldzamere plantensoorten voor, zoals gaspeldoorn, moerashertshooi, pilvaren en gesteeld glaskroos.
Bij de Kraenepoel komen ongeveer 22 verschillende soorten libellen voor. Voor broedvogels is het een relatief belangrijke plaats, onder meer de zomertaling en de woudaap komen hier broeden. Als overwinteringsplaats voor watervogels is de Kraenepoel vooral van belang voor de wilde eend, tafeleend, meerkoet, slobeend, kuifeend, smient, krakeend en wintertaling.

## Bescherming
In 1957 werd de Kraenepoel omwille van ecologische en culturele waarde een beschermd landschap.
De Kraenepoel is Europees beschermd als onderdeel van Natura 2000-gebied Bossen en heiden van Zandig Vlaanderen: oostelijk deel (BE2300005).